# 올림피아슈타디온 뮌헨

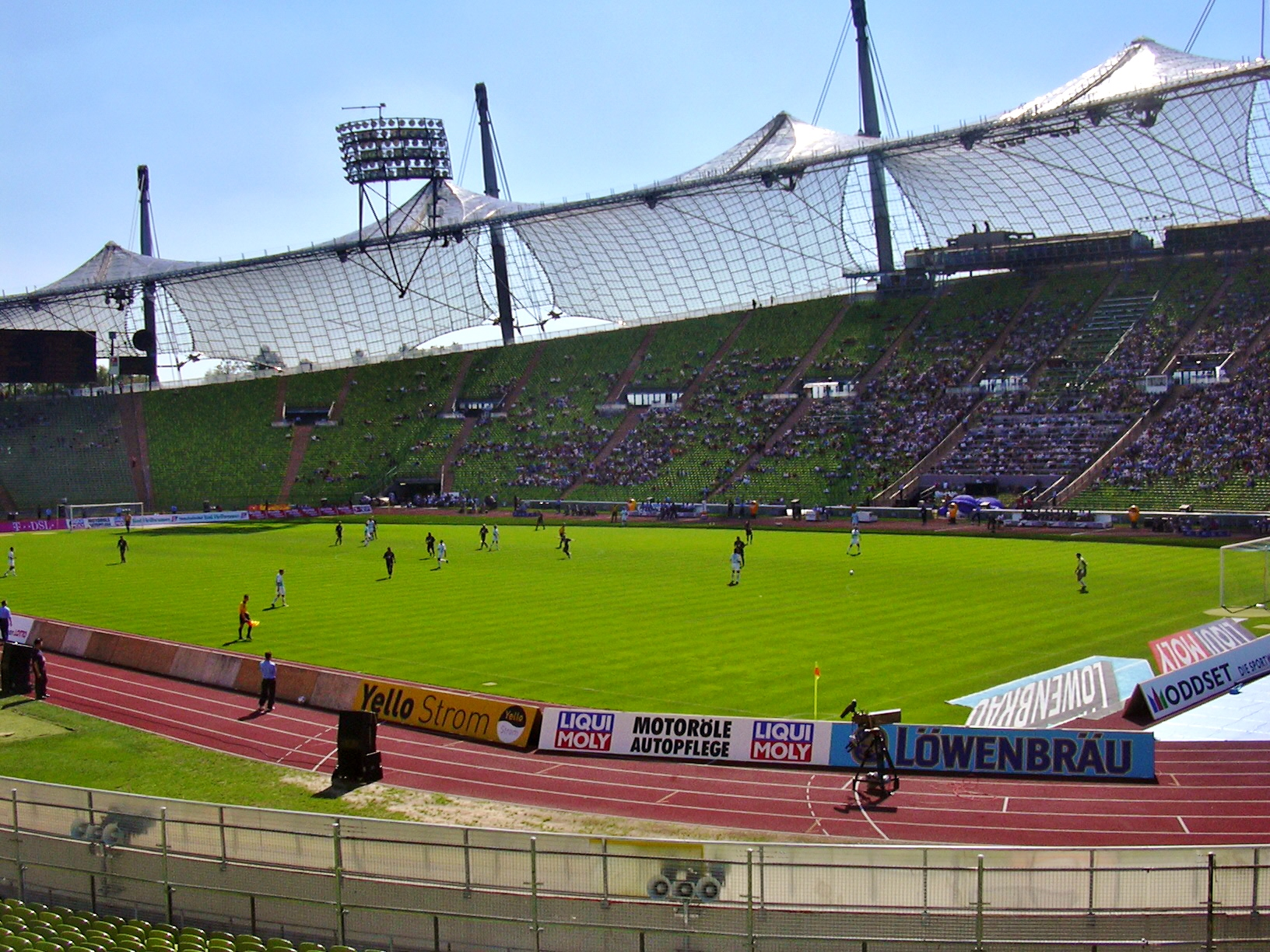
경기장 내부

뮌헨 올림픽 스타디움(독일어: Olympiastadion München)은 독일 뮌헨에 위치한 스포츠 경기장으로, 뮌헨 올림피아파크 내에 위치해 있다. 뮌헨 올림픽 스타디움은 1972년 하계 올림픽에 대비하여 만들어졌다.
경기장 수용 규모가 8만명일 때, 1974년 FIFA 월드컵 결승전을 포함하여 주요한 축구 경기가 여러 번 열렸다. UEFA 유로 1988 결승전 역시 이곳에서 열렸으며, 유러피언컵 결승전 역시 3회(1979, 1993, 1997) 열렸다.
2006년 FIFA 월드컵에 대비하여 알리안츠 아레나가 건설될 때까지 FC 바이에른 뮌헨과 TSV 1860 뮌헨의 홈구장으로 사용되었으며, 이후 알리안츠 아레나가 완공되면서 두 팀 모두 알리안츠 아레나로 옮겨갔다. 현재의 수용 규모는 7만 5천명 정도이다.

## 역사
뮌헨 올림픽 스타디움은 빌핑거 베르거에 의해 지어졌으며, 1972년 하계 올림픽에 맞춰 완공되어 주 경기장 중 하나로 채택되었다. 이후 1974년 FIFA 월드컵의 주 경기장 중 하나로 채택되었다.
올림픽 이후에는 2005년까지 FC 바이에른 뮌헨과 TSV 1860 뮌헨의 홈 경기장으로 사용되었으며, 이후 두 팀 모두 홈 경기장을 알리안츠 아레나로 변경하였다.
2005년 이후, 매년마다 에어 & 스타일 스노보드 행사가 개최되고 있으며, 2006년 12월 31일에는 투르 드 스키 크로스컨트리 스키 대회가 열린 최초의 경기장이 되었다. 2007년 6월 23일에서 6월 24일까지 유럽의 8개국이 참가하는 육상 대회인 2007 유러피언컵을 개최하기도 하였다.

## 구조 및 시설
독일의 건축가인 귄터 베니슈와 기술자인 프라이 오토에 의해 설계된 뮌헨 올림픽 스타디움은 완공 당시에 혁신적인 경기장으로 여겨졌다. 사상 최초로 강철 케이블에 지탱되어 안정된 거대한 아크릴 유리 덮개를 설치하였는데, 이러한 의견은 알프스산맥를 바탕으로 하여 만들어졌으며, 베를린에서 열렸던 1936년 하계 올림픽에 못지않은 대회를 만들기 위한 노력의 일환이기도 하였다.

## 기타 사용처
뮌헨 올림픽 스타디움은 스포츠 경기 이외에도 마이클 잭슨, 티나 터너, 셀린 디온, AC/DC, 본 조비, 로비 윌리엄스, 메탈리카, 레드 핫 칠리 페퍼스, 롤링 스톤스의 콘서트 장소로 이용되었다. 1993년 6월에는 건스 N' 로지스의 뮤직비디오인 《이스트레인지드》의 일부 장면을 찍었으며, 2009년에는 뮤즈의 리시스턴스 투어의 공연 장소로 이용되었다. 1975년 개봉된 영화인 《롤러볼》에 경기장이 등장하기도 한다.

## 주요 경기

### 1972년 하계 올림픽
| 날짜            | 팀 1     | 스코어 | 팀 2        | 라운드      |
| --------------- | -------- | ------ | ----------- | ----------- |
| 1972년 8월 27일 | 서독     | 3 - 0  | 말라야 연방 | 1라운드 A조 |
| 1972년 8월 28일 | 동독     | 4 - 0  | 가나        | 1라운드 D조 |
| 1972년 8월 29일 | 헝가리   | 2 - 2  | 브라질      | 1라운드 C조 |
| 1972년 8월 30일 | 소련     | 2 - 1  | 수단        | 1라운드 B조 |
| 1972년 8월 31일 | 서독     | 7 - 0  | 미국        | 1라운드 A조 |
| 1972년 9월 1일  | 콜롬비아 | 3 - 1  | 가나        | 1라운드 D조 |
| 1972년 9월 3일  | 소련     | 3 - 0  | 모로코      | 2라운드 2조 |
| 1972년 9월 6일  | 헝가리   | 4 - 1  | 서독        | 2라운드 1조 |
| 1972년 9월 8일  | 동독     | 3 - 2  | 서독        | 2라운드 1조 |
| 1972년 9월 10일 | 소련     | 2 - 2  | 동독        | 3-4위전     |
| 1972년 9월 10일 | 폴란드   | 2 - 1  | 헝가리      | 결승        |

### 1974년 FIFA 월드컵
| 날짜            | 팀 1       | 스코어 | 팀 2   | 라운드      |
| --------------- | ---------- | ------ | ------ | ----------- |
| 1974년 6월 15일 | 이탈리아   | 3 - 1  | 아이티 | 1라운드 4조 |
| 1974년 6월 19일 | 아이티     | 0 - 7  | 폴란드 | 1라운드 4조 |
| 1974년 6월 23일 | 아르헨티나 | 4 - 1  | 아이티 | 1라운드 4조 |
| 1974년 7월 6일  | 브라질     | 0 - 1  | 폴란드 | 3-4위전     |
| 1974년 7월 7일  | 네덜란드   | 1 - 2  | 서독   | 결승        |

### UEFA 유로 1988
| 날짜            | 팀 1 | 스코어 | 팀 2     | 라운드 |
| --------------- | ---- | ------ | -------- | ------ |
| 1988년 6월 17일 | 서독 | 2 - 0  | 스페인   | A조    |
| 1988년 6월 25일 | 소련 | 0 - 2  | 네덜란드 | 결승   |

### 2002년 FIFA 월드컵 유럽 지역 예선
| 날짜           | 팀 1 | 스코어 | 팀 2     | 라운드 |
| -------------- | ---- | ------ | -------- | ------ |
| 2001년 9월 1일 | 독일 | 1 - 2  | 잉글랜드 | 8조    |

### 기타 경기
| 날짜            | 팀 1                | 스코어 | 팀 2     | 비고                           |
| --------------- | ------------------- | ------ | -------- | ------------------------------ |
| 1979년 5월 30일 | 노팅엄 포레스트     | 3 - 1  | 말뫼     | 유러피언컵 1978-79 결승        |
| 1993년 5월 26일 | 마르세유            | 1 - 0  | 밀란     | UEFA 챔피언스리그 1992-93 결승 |
| 1996년 5월 1일  | 바이에른 뮌헨       | 2 - 0  | 보르도   | UEFA컵 1995-96 결승 1차전      |
| 1997년 5월 28일 | 보루시아 도르트문트 | 3 - 1  | 유벤투스 | UEFA 챔피언스리그 1996-97 결승 |

## 같이 보기
- FC 바이에른 뮌헨
- TSV 1860 뮌헨
- 1972년 하계 올림픽
- 1974년 FIFA 월드컵
- UEFA 유로 1988
- UEFA 경기장 등급